# Europcar

Europcar är en biluthyrningsfirma, med huvudkontor i Paris. Europcar grundades i Paris 1949 och finns i 140 länder. Sedan 2006 ägs Europcar av Eurazeo.